# Championnat de Tunisie masculin de handball 1969-1970
Navigation
Saison précédente Saison suivante
La saison 1969-1970 du championnat de Tunisie masculin de handball est la quinzième édition de la compétition.
Le Club africain et l'Espérance sportive de Tunis (EST) se partagent à nouveau les trophées. Le premier remporte le championnat de Tunisie et la seconde la coupe de Tunisie. Les deux équipes se renouvellent progressivement : Brahim Riahi d'un côté, Moncef Hajjar et Chedly Chamekh de l'autre raccrochent, mais l'EST, avec une coupe juniors, semble avoir mieux préparé la relève.
Le promu, le Club olympique des transports, et Jendouba Sports qui, malgré l'apport d'Abdelwahab Adhar n'a pas confirmé ses saisons précédentes, quittent la division nationale. La surprise du championnat vient de la Zitouna Sports, que les jeunes Kamel et Mohamed Dachraoui, Tarek Gsouri et l'ancien Gafsien Mohamed Salah Karaouali propulsent en seconde position, et du Sporting Club de Moknine qui, grâce entre autres au meilleur buteur du championnat, Mohamed Yaâcoub, s'approprie la quatrième place devant des équipes habituées aux places d'honneur et obtient également le titre chez les juniors.

## Clubs participants
| - Espérance sportive de Tunis - Club sportif de Hammam Lif - Association sportive des PTT - Étoile sportive du Sahel - Club africain - Stade nabeulien | - Zitouna Sports - Jendouba Sports - Avenir sportif de La Marsa - Sporting Club de Moknine - Club athlétique bizertin - Club olympique des transports |

## Compétition

### Classement
Le barème de points servant à établir le classement se décompose ainsi :
- Victoire : 3 points
- Match nul : 2 points
- Défaite : 1 point
- Forfait : 0 point

| Classement | Équipe                             | Points | Matchs | Victoires | Nuls | Défaites |
| ---------- | ---------------------------------- | ------ | ------ | --------- | ---- | -------- |
| 1          | Club africain                      | 63     | 22     | 20        | 1    | 1        |
| 2          | Zitouna Sports                     | 55     | 22     | 16        | 1    | 5        |
| 3          | Espérance sportive de Tunis (T, C) | 54     | 22     | 16        | 1    | 5 (1F)   |
| 4          | Sporting Club de Moknine (P)       | 48     | 22     | 13        | 0    | 9        |
| 5          | Club sportif de Hammam Lif         | 44     | 22     | 10        | 2    | 10       |
| 6          | Stade nabeulien                    | 43     | 22     | 9         | 3    | 10       |
| 7          | Association sportive des PTT       | 42     | 22     | 8         | 4    | 10       |
| 8          | Club athlétique bizertin           | 38     | 22     | 7         | 2    | 13       |
| 8          | Avenir sportif de La Marsa         | 38     | 22     | 7         | 2    | 13       |
| 10         | Étoile sportive du Sahel           | 37     | 22     | 5         | 5    | 12       |
| 11         | Club olympique des transports (P)  | 36     | 22     | 6         | 2    | 14       |
| 12         | Jendouba Sports                    | 29     | 22     | 3         | 1    | 18       |

### Meilleurs buteurs
Le classement des meilleurs buteurs est établi par le journal El Amal et donne les résultats suivants :
- Mohamed Yaâcoub (SCM) : 101 buts
- Amor Sghaier (COT) : 92 buts
- Kamel Dachraoui (ZS) : 86 buts
- Fawzi Sbabti (ASM) : 84 buts
- Néjib Abed (ESS) : 75 buts
- Youssef Ben Romdhan (CAB) : 72 buts
- Faouzi Belhaj (SN) et Mohamed Ben Salah (ESS) : 64 buts
- Mounir Jelili (EST) : 62 buts
- Moncef Berrehouma (CSHL) : 61 buts
- Aleya Hamrouni (CA) : 60 buts

Le plus grand nombre de buts en un seul match est atteint par Fawzi Sbabti qui marque 15 buts lors du match ASM-ZS (20-18).

### Deuxième division
Le championnat de division 2 est organisé en une poule unique de quatorze clubs. Les deux premiers, Al-Hilal entraînée par Hédi Malek et l'Association sportive de handball de l'Ariana dont l'entraîneur est Béchir Chouikha, accèdent en division nationale. 

#### Poule Nord
| Classement | Équipe                                       | Points |
| ---------- | -------------------------------------------- | ------ |
| 1          | Al-Hilal                                     | 63     |
| 2          | Association sportive de handball de l'Ariana | 60     |
| 3          | El Menzah Sport                              | 59     |
| 4          | Widad Montfleury Diffusion                   | 58     |
| 5          | Club sportif sfaxien                         | 51     |
| 5          | Club sportif des cheminots                   | 51     |
| 7          | Stade tunisien                               | 46     |
| 7          | Ezzahra Sports                               | 46     |
| 9          | Union sportive des transports de Sfax        | 41     |
| 10         | Association sportive d'Hammamet              | 40     |
| 11         | Union sportive monastirienne                 | 34     |
| 12         | El Makarem de Mahdia                         | 37     |
| 13         | En-Nahdha sportive de Sfax                   | 27     |
| 14         | Jeunesse sportive omranienne                 | FG     |

### Troisième division
39 équipes évoluent en troisième division. Le champion du Centre, la Jeunesse sportive kairouanaise, et le champion du Nord, l'Association sportive militaire de Tunis, réussissent à monter en seconde division.

## Champion
- Club africain
  - Entraîneur : Brahim Riahi
  - Effectif[2] : Moncef Oueslati, Ferid Ben Aissa (1 but), Zarraâ et Bâayou (GB), Aleya Hamrouni (60 b), Sadok Baccouche (49 b), Hamadi Khalladi (49 b), Moncef Yacoudi (32 b), Abdellatif Abaïed (30 b), Abdelaziz Zaïbi (30 b), Abdelhafidh Abdou (26 b), Hammouda Ben Ammar (24), Moncef Douiri (24), Taoufik Jemaïel (24 b), Omrane Ben Moussa (5 b), Guy Taïeb (4 b), Mohamed Ben Chaâban (4 b), Habib Zallouz